# 1829 na ciência

## Eventos
- Observação ou predição do elemento químico Tório[1]

## Nascimentos
| Data        | Nome                     | Profissão | Nacionalidade                         | Observações                    | Ref   |
| ----------- | ------------------------ | --------- | ------------------------------------- | ------------------------------ | ----- |
| 3 de agosto | Henry Benedict Medlicott | geólogo   | Reino Unido da Grã-Bretanha e Irlanda | m. 1905 Medalha Wollaston 1888 | [ 2 ] |

## Mortes
| Data | Nome | Profissão | Nacionalidade | Observações | Ref |
| ---- | ---- | --------- | ------------- | ----------- | --- |